# 128-ма гвардійська мотострілецька дивізія (СРСР)
128-ма гвардійська мотострілецька Туркестанська двічі Червонопрапорна дивізія імені Маршала Радянського Союзу А. А. Гречка (128 гв. МСД, в/ч 11326) — військове з'єднання Сухопутних військ Радянської армії, яке існувало у 1956—1992 роках. Дивізія була створена 15 грудня 1956 року на основі 128-ї гвардійської гірськострілецької дивізії у місті Естергом, Угорщина. Дивізія мала статус розгорнутої скороченого штату, тому була укомплектована особовим складом і технікою на 70% (7500 осіб) від штатної чисельності.
Дивізія брала участь у вторгненні радянських військ до Чехословаччини в 1968 та війні в Афганістані.
Після розпаду Радянського Союзу й відновлення незалежності України, у 1992 році на основі з'єднання створили 128-му механізовану дивізію Збройних сил України, яку згодом переформовано в 128-му гірсько-піхотну бригаду.

## Історія
Створена 15 грудня 1956 року на основі 128-ї гвардійської гірськострілецької дивізії у місті Естергом, Угорщина.
Реорганізація від 19 лютого 1962 року:
- створено 85-й окремий ремонтно-відновлювальний батальйон
- створено 374-й окремий ракетний дивізіон

Від травня 1962 року створено 22-й окремий танковий батальйон.

### Вторгнення в Чехословаччину
У 1968 р. підрозділи 128-ї гв. мсд взяли участь в операції Організації Варшавського Договору «Дунай» з підтримки соціалістичного ладу в Чехословаччині. Підрозділи підняли по тривозі вже 8 травня 1968 р., кадровані роти доукомплектували призовниками Мукачівського та інших районів Закарпатської області. У серпні того ж року зі складу дивізії до сусідньої держави ввели 149-й, 315-й, 327-й гвардійські мотострілецькі, 331-й гвардійський артилерійський, 398-й танковий полки та 534-й окремий саперний батальйон. Зокрема, 149-й гв. мсп взяв під контроль аеродром у м. Пряшів (сучасна Словаччина) та забезпечив прийом літаків з СРСР. Пізніше 128-ма гв. мсд взяла під контроль район, де воювала 1945 р. — південніше Оломоуца. 1968 р. підрозділи 128-ї повернулися до місць постійної дислокації на Закарпатті. Відомо, що під час операції «Дунай» загинули 11 військовослужбовців дивізії.
У 1968 році 534-й окремий гвардійський саперний батальйон переформували на 534-й окремий гвардійський інженерно-саперний батальйон.
Реорганізація від 15 листопада 1972 року:
- створено 757-й окремий протитанковий артилерійський дивізіон was activated
- створено 00 окремий реактивний артилерійський дивізіон - включений до складу артилерійського полку від травня 1980

У травні 1976 року надано почесну назву "імені Маршала Радянського Союзу А. А. Гречка".

### Війна в Афганістані
У грудні 1979-го 149-й гв. мсп 128-ї гв. мсд підняли по тривозі та передали у розпорядження командувача Червонопрапорного Туркестанського ВО. 149-й гвардійський мотострілецький полк був переданий до складу 201-ї мотострілецької дивізії та замінений на новий 487-й мотострілецький полк. Після доукомплектації особовим складом з числа військовослужбовців інших підрозділів дивізії полк терміново перебазували з Мукачева до м. Термез на кордоні з Афганістаном. У січні наступного року він був виведений зі складу 128-ї та увійшов до складу 201-ї мотострілецької Гатчинської Червонопрапорної дивізії, в якій вступив у лютому 1980 р. до Афганістану. Там полк перебував аж до лютого 1989 р.
У 1980 році 215-й окремий моторизований транспортний батальйон переформували на 891-й окремий батальйон матеріального забезпечення.
4 травня (за іншими даними, 8 травня) 1985 р. дивізія була нагороджена другим орденом Червоного Прапора на честь 40-річчя Перемоги. На момент розпаду СРСР вона іменувалася 128-ма гвардійська мотострілецька Туркестанська двічі Червонопрапорна дивізія ім. Маршала Радянського Союзу A. A. Гречка (маршал Гречко був у 1957-60 рр. головнокомандувачем сухопутних військ, у 1960-67 рр. — 1-м заступником міністра оборони, у 1967-76 рр. — міністром оборони СРСР).
У 1989 році 22-й окремий танковий батальйон розформовано.
Від січня 1992 року перейшла під юрисдикцію України.

## Структура
Протягом історії з'єднання його структура та склад неодноразово змінювались.

### 1960
- 149-й гвардійський мотострілецький полк (Мукачеве, Закарпатська область) - переданий 15 грудня 1956 року зі складу 39-ї гвардійської механізованої дивізії
- 315-й гвардійський мотострілецький полк (Берегове, Закарпатська область)
- 327-й гвардійський мотострілецький полк (Ужгород, Закарпатська область)
- 398-й танковий полк (Ужгород, Закарпатська область)
- 331-й гвардійський артилерійський полк (Мукачеве, Закарпатська область)
- 102-й зенітний артилерійський полк (Свалява, Закарпатська область)
- 47-й окремий гвардійський розвідувальний батальйон (Берегове, Закарпатська область)
- 534-й окремий гвардійський саперний батальйон (Берегове, Закарпатська область)
- 150-й окремий гвардійський батальйон зв'язку (Мукачеве, Закарпатська область)
- 190-й окрема рота хімічного захисту (Мукачеве, Закарпатська область)
- 133-й окремий санітарно-медичний батальйон (Ужгород, Закарпатська область)
- 215-й окремий моторизований транспортний батальйон (Мукачеве, Закарпатська область)

### 1970
- 149-й гвардійський мотострілецький полк (Мукачеве, Закарпатська область)
- 315-й гвардійський мотострілецький полк (Берегове, Закарпатська область)
- 327-й гвардійський мотострілецький полк (Ужгород, Закарпатська область)
- 398-й танковий полк (Ужгород, Закарпатська область)
- 331-й гвардійський артилерійський полк (Мукачеве, Закарпатська область)
- 102-й зенітний артилерійський полк (Свалява, Закарпатська область)
- 22-й окремий танковий батальйон (Ужгород, Закарпатська область)
- 374-й окремий ракетний дивізіон (Мукачеве, Закарпатська область)
- 47-й окремий гвардійський розвідувальний батальйон (Берегове, Закарпатська область)
- 534-й окремий гвардійський інженерно-саперний батальйон (Берегове, Закарпатська область)
- 150-й окремий гвардійський батальйон зв'язку (Мукачеве, Закарпатська область)
- 190-й окрема рота хімічного захисту (Мукачеве, Закарпатська область)
- 85-й окремий ремонтно-відновлювальний батальйон (Мукачеве, Закарпатська область)
- 133-й окремий санітарно-медичний батальйон (Ужгород, Закарпатська область)
- 215-й окремий моторизований транспортний батальйон (Мукачеве, Закарпатська область)

### 1980
- 315-й гвардійський мотострілецький полк (Берегове, Закарпатська область)
- 327-й гвардійський мотострілецький полк (Ужгород, Закарпатська область)
- 487-й мотострілецький полк (Мукачеве, Закарпатська область)
- 398-й танковий полк (Ужгород, Закарпатська область)
- 331-й гвардійський артилерійський полк (Мукачеве, Закарпатська область)
- 22-й окремий танковий батальйон (Ужгород, Закарпатська область)
- 102-й зенітний ракетний полк (Свалява, Закарпатська область)
- 374-й окремий ракетний дивізіон (Мукачеве, Закарпатська область)
- 757-й окремий протитанковий артилерійський дивізіон (Свалява, Закарпатська область)
- 47-й окремий гвардійський розвідувальний батальйон (Берегове, Закарпатська область)
- 534-й окремий гвардійський інженерно-саперний батальйон (Берегове, Закарпатська область)
- 150-й окремий гвардійський батальйон зв'язку (Мукачеве, Закарпатська область)
- 190-й окрема рота хімічного захисту (Мукачеве, Закарпатська область)
- 85-й окремий ремонтно-відновлювальний батальйон (Мукачеве, Закарпатська область)
- 133-й окремий медичний батальйон (Ужгород, Закарпатська область)
- 891-й окремий батальйон матеріального забезпечення (Мукачеве, Закарпатська область)

### 1988
- 315-й гвардійський мотострілецький полк (Берегове, Закарпатська область)
- 327-й гвардійський мотострілецький полк (Ужгород, Закарпатська область)
- 487-й мотострілецький полк (Мукачеве, Закарпатська область)
- 398-й танковий полк (Ужгород, Закарпатська область)
- 331-й гвардійський артилерійський полк (Мукачеве, Закарпатська область)
- 102-й зенітний ракетний полк (Свалява, Закарпатська область)
- 22-й окремий танковий батальйон (Ужгород, Закарпатська область)
- 374-й окремий ракетний дивізіон (Мукачеве, Закарпатська область)
- 757-й окремий протитанковий артилерійський дивізіон (Свалява, Закарпатська область)
- 47-й окремий гвардійський розвідувальний батальйон (Берегове, Закарпатська область)
- 534-й окремий гвардійський інженерно-саперний батальйон (Берегове, Закарпатська область)
- 150-й окремий гвардійський батальйон зв'язку (Мукачеве, Закарпатська область)
- 190-й окрема рота хімічного захисту (Мукачеве, Закарпатська область)
- 85-й окремий ремонтно-відновлювальний батальйон (Мукачеве, Закарпатська область)
- 133-й окремий медичний батальйон (Ужгород, Закарпатська область)
- 891-й окремий батальйон матеріального забезпечення (Мукачеве, Закарпатська область)

## Розташування
- Штаб дивізії (Мукачеве)

## Оснащення
Оснащення на 19.11.90 (за умовами УЗЗСЄ):
- 315-й гвардійський мотострілецький полк: 30 Т-64, 139 БТР-70, 3 БТР-60, 3 БМП-1, 1 БМП-2, 2 БРМ-1К, 12 2С1 «Гвоздика», 2 ПРП-4, 3 Р-145БМ та 1 МТУ-20
- 327-й гвардійський мотострілецький полк: 27 Т-72, 142 БТР-70, 3 БТР-60, 2 БМП-1, 2 БМП-2, 2 БРМ-1К, 12 2С1 «Гвоздика», 12 ПМ-38, 3 РХМ, 1 ПРП-3, 1 ПРП-4, 3 1В18, 1 1В19, 4 Р-145БМ, 1 ПУ-12 та 1 МТУ-20
- 487-й мотострілецький полк: 27 Т-64, 85 БМП-2, 41 БМП-1, 2 БРМ-1К, 10 БТР-70, 12 2С1 «Гвоздика», 2 ПРП-4, 3 РХМ, 5 Р-145БМ, 2 ПУ-12 та 1 МТУ-20
- 398-й танковий полк: 94 Т-64, 9 БМП-1, 5 БМП-2, 2 БРМ-1К, 3 БТР-70, 12 2С1 «Гвоздика», 2 БМП-1КШ, 3 РХМ, 1 ПРП-3, 1 ПРП-4, 3 1В18, 1 1В19, 3 Р-145БМ, 1 ПУ-12, 2 МТУ та 1 МТ-55А
- 331-й гвардійський артилерійський полк: 36 2С3 «Акація», 12 БМ-21 «Град», 1 ПРП-3, 4 ПРП-4, 6 1В18, 2 1В19, 1 Р-145БМ та 1 БТР-70
- 102-й зенітний артилерійський полк: ЗРК «Оса» (SA-8), 1 ПУ-12 та 1 Р-145БМ
- 757-й окремий протитанковий артилерійський дивізіон: 1 ПРП-3 та 22 МТ-ЛБТ
- 47-й окремий гвардійський розвідувальний батальйон: 10 БМП-1, 7 БРМ-1К, 6 БТР-70 та 1 Р-145БМ
- 150-й окремий гвардійський батальйон зв'язку: 8 Р-145БМ, 3 Р-156БТР, 1 Р-137Б, 1 ПУ-12 та 1 ПРП-4
- 534-й окремий гвардійський інженерно-саперний батальйон: 1 УР-67

## Назви з'єднання
- 1922 — 1-ша Туркестанська стрілецька дивізія
- 1929 — 1-ша Туркестанська гірська дивізія
- 1936 — 83-тя Туркестанська гірська стрілецька дивізія
- 1940 — 83-тя гірськострілецька Туркестанська дивізія
- 1943 — 128-ма гвардійська Туркестанська гірськострілецька дивізія
- 1955 — 128-ма гвардійська Туркестанська стрілецька дивізія
- 1957 — 128-ма гвардійська мотострілецька Туркестанська дивізія
- 1985 — 128-ма гвардійська мотострілецька Туркестанська дивізія імені маршала Радянського Союзу А. А. Гречка